# 揖保川町
揖保川町（いぼがわちょう）は、兵庫県の南西部（西播磨地区）に存在した町。旧揖保郡。
2005年10月1日、龍野市・新宮町・揖保川町・御津町の1市3町で合併したつの市となったため消滅した。「揖保川町」の地名は「たつの市揖保川町○○」として残る。

## 地理
東端を揖保川が流れる。西国街道の宿場町として栄え、揖保川を渡る「正條の渡し」は古くから交通の要衝となっていた。

### 隣接していた自治体
- 龍野市、相生市、揖保郡御津町

## 歴史
昭和の大合併において、半田村・神部村・河内村の3村は組合立中学校を設置していたこともあり3村合併の意向は早くからあり、1951年2月17日に神部・河内両村は半田村に対し合併の申し入れを行ったが、半田村は慎重な態度を取りすぐには回答しなかった。一方3村に対しては相生市が1951年1月16日からの4日間、龍野町が同年2月6日に合併を申し入れ、さらに河内村には御津町からも合併の申し入れがあった。4グループにわたる合併相手を選択するにあたり、河内村は同年2月26日に住民投票を行った結果、3村枠組みの「現状維持」を求める票が3分の2近くを集め、これを見て半田村は同年3月1日に3村合併に賛成する旨の回答をした。
神部村では同年3月2日に住民投票を行い、3村合併が多数の票を得たが相生市との合併を求める票も少なからずあった。特に那波野・大門の両地区は相生市への合併を強く希望したことから）、3村合併の覚書には付記として「合併後任意の時期に於て分村することを認め」と書かれた。揖保川町長・篠崎信一は同年5月16日に「決定的意見を求めるため」大門地区において住民投票を実施、「那波野地先に於ける大門住民の所有している土地又は耕作している土地の区域の変更」を篠崎が善処することを前提として投票したことで揖保川町残留の票が多数を占めた。揖保川町議会は同年7月20日に那波野と大門の境界変更、そして同年7月22日に那波野の区域全域を8月10日付で相生市に編入することを議決した。
- 1951年（昭和26年）4月1日 - 半田村・神部村・河内村が合併して揖保川町発足。旧神部村役場庁舎を揖保川町役場とし、半田・河内両村役場を支所とした。
- 1951年（昭和26年）8月10日 - 町域のうち旧神部村域の一部（大字那波野）が相生市に編入。
- 1953年（昭和28年）12月15日 - 新庁舎竣工（現在のたつの市立揖保川公民館の南）。
- 1960年（昭和35年）1月1日 - 半田・河内両支所を廃止。
- 1995年（平成7年） - 新庁舎竣工（現在のたつの市揖保川総合支所）。
- 2003年（平成15年）4月18日 - 龍野市・新宮町・揖保川町・御津町・太子町合併協議会が設立。
- 2005年（平成17年）10月1日 - 龍野市・御津町・新宮町と合併してたつの市が発足。同日揖保川町廃止。

## 行政

### 町長
| 代             | 氏名       | 就任日    | 退任日        | 備考                                               |
| -------------- | ---------- | --------- | ------------- | -------------------------------------------------- |
| 町長職務執行者 | 島津源之助 | 1951年4月 | 1951年4月     | 旧河内村長。のち揖保川町名誉助役                   |
| 初代           | 篠崎信一   | 1951年4月 | 1955年4月     | 旧半田村長。1955年の町長選挙で名村に敗れ落選。     |
| 2代            | 名村孝     | 1955年4月 | 1959年4月     | 相生市経済部長。1959年の町長選挙で篠崎に敗れ落選。 |
| 3代            | 篠崎信一   | 1959年4月 | 1967年12月    | 初代の再登板。任期途中で病没。                     |
| 4代            | 名村孝     | 1968年1月 | 1972年1月     | 2代の再登板                                        |
| 5代            | 古寺滝男   | 1972年1月 | 1976年1月     | 揖保川町教育委員長                                 |
| 6代            | 曽谷勇夫   | 1976年1月 | 1992年1月     | 半田村助役、揖保川町助役                           |
| 7代            | 八木捷之   | 1992年1月 | 2005年9月30日 | 揖保川町総務課長。のちたつの市市長職務執行者       |

### 教育
いずれもたつの市に引き継がれている。
- 揖保川町立半田小学校
- 揖保川町立神部小学校
- 揖保川町立河内小学校
- 揖保川町立揖保川中学校

### マスメディア
- K-CAT eoTV（ケーブルテレビ）

## 交通

### 鉄道路線
西日本旅客鉄道山陽本線竜野駅
町域中部を山陽新幹線が通過する。

### バス
神姫バス 龍野市方面へ運行

### 道路
- 山陽自動車道

最寄は龍野IC、龍野西ICだが、いずれも龍野市に位置。
- 国道2号
- 兵庫県道5号姫路上郡線
- 兵庫県道440号桑原北山揖保川線
- 兵庫県道441号中島揖保川線
- 兵庫県道442号岩見揖保川線